# Platnica (riba)
Platnica (znanstveno ime Rutilus pigus virgo) je sladkovodna riba iz družine pravih krapovcev (Ciprinidae), endemit donavskega porečja.

## Opis
Platnica je riba z vretenastim, bočno sploščenim telesom, pokritim z velikimi luskami. Ima majhno glavo z majhnimi, podstojnimi usti, katerih ustnice so debele, v njih pa so enoredni goltni zobje. Hrbet je pri odraslih primerkih svetlo sivozelene barve, boki so v istem barvnem tonu, le malce svetlejši, trebuh pa bel do modrikast. Hrbtna in repna plavut sta istih odtenkov kot trup, prsni sta bledo rumene, trebušni in predrepna plavut pa so rdečkaste barve. Platnica doseže dolžino do 45 cm, povprečno pa te ribe živijo do 15 let. Spolno dozorijo v tretjem letu starosti, drstijo pa se aprila in maja na plitvih prodiščih ali v gostem rastlinstvu rečnih rokavov, kamor samice prilepijo od 40.000 do 60.000 iker. V času drstitve dobijo samci bele drstne bradavice po glavi in telesu.
Platnica se hrani z vodnim rastlinjem, občasno pa tudi z raznimi vodnimi žuželkami in njihovimi ličinkami.

## Razširjenost
Platnica živi v jatah le v spodnjih delih vseh večjih pritokov reke Donave od Bavarske navzdol ter v Donavi sami. V Sloveniji jo je najti v reki Krki, spodnjem toku reke Save, v Dravi, Muri in večjih pritokih teh rek, predvsem v pasovih mrene in ploščiča. Populacija platnice v Evropi močno upada, vzrok za to pa ni znan in je verjetno povezan z onesnaževanjem.